# 20-я дивизия эскадренных миноносцев
20-я дивизия эскадренных миноносцев (сокращённо — 20-я ди ЭМ) — соединение эскадренных миноносцев Северного флота.

## История соединения
Дивизия была сформирована 22 декабря 1950 года на основе циркулярного указания начальника штаба Северного флота на базе бригады эскадренных миноносцев Северного флота в составе управления 20-й дивизии эскадренных миноносцев и двух бригад эскадренных миноносцев (121-й и 122-й).
25 января 1952 года 20-я дивизия эсминцев на основании циркулярного указания начальника штаба флота от 15 февраля 1952 была переформирована в 6-ю эскадру СФ, в свою очередь 15 августа 1953 года переформированную в Эскадру Северного флота.

## Состав дивизии (на момент формирования)
- Управление
- 121-я БЭМ — Эскадренные миноносцы «Огненный», «Отчетливый», «Острый», «Ответственный», «Отменный», «Отрывистый», «Сталин» и «Осмотрительный»;
- 122-я БЭМ — лидер «Баку», эсминцы «Гремящий», «Грозный», «Разумный», «Разъярённый», «Валериан Куйбышев», «Урицкий», «Карл Либкнехт», «Дружный» и «Доблестный».

## Командный состав

### Известные командиры
- С 22 декабря 1950 года по 25 января 1952 — Герой Советского Союза контр-адмирал Гурин, Антон Иосифович.

### Известные начальники штаба дивизии
- С 22 декабря 1950 года — капитан 2-го ранга Г. К. Чернобай.